# Wanksta
"Wanksta" is een single van rapper 50 Cent. Het is de tweede single van de soundtrack van de Eminem-film 8 Mile. De track was de doorbraak voor 50 Cent in de VS. Het haalde de 13e positie in de Billboard Hot 100 en was de eerste top-20 hit voor 50 Cent.

## Achtergrond
Wanksta is de eerste single van 50 Cent onder zijn Shady/Aftermath/Interscope-deal, afkomstig van zijn debuutalbum Get Rich or Die Tryin', waar het nummer als bonustrack aan toe werd gevoegd. De track is ook te vinden op de 2002 mixtape van G-Unit, genaamd No Mercy No Fear. Wanksta is geproduceerd door John 'J-Praize' Freeman, en gemixt door Dr. Dre.
Er werd gesuggereerd dat Wanksta op Ja Rule gericht zou zijn, een rapper waar 50 Cent in die tijd 'beef' mee had. 50 Cent ontkende dat de track rechtstreeks op Ja Rule gericht was, maar voegde eraan toe dat Ja Rule wel een 'wanksta' is.
Het woord 'wankster' is een hypogram van de woorden 'wanker' en 'gangster'. 'Wanker' betekent letterlijk 'persoon die masturbeert', maar in de spreektaal valt het woord te vergelijken met termen als 'egocentrische opschepper', meestal in mannelijke vorm. 'Gangster' is een term die oorspronkelijk een crimineel in de organiseerde misdaad aanduidt, maar door rappers vooral gebruikt wordt om te benadrukken dat een persoon 'stoer' en 'apathisch' is. De vermenging van 'wanker' en 'gangster' resulteert in 'wankster' en betekent iets als 'egoïstische wannabe-gangster'. 50 Cent vervormt de -er- in -a-, zoals in de rap veel wordt gedaan bij woorden als 'nigger' (nigga) en 'gangster' (gangsta).

## Video
De video van "Wanksta" werd geregisseerd door Jessy Terrero. 50 is onder andere te zien in een auto, op straat en in een club. Ook G-Unit collega's Lloyd Banks en Young Buck verschijnen in de video.

## Charts
| Chart                               | Hoogste positie |
| ----------------------------------- | --------------- |
| VS Billboard Hot 100                | 13              |
| VS Hot R&B/Hip-Hop Singles & Tracks | 4               |
| VS Hot Rap Tracks                   | 3               |

| "Wanksta" in de Billboard Hot 100 | "Wanksta" in de Billboard Hot 100 | "Wanksta" in de Billboard Hot 100 | "Wanksta" in de Billboard Hot 100 | "Wanksta" in de Billboard Hot 100 | "Wanksta" in de Billboard Hot 100 | "Wanksta" in de Billboard Hot 100 | "Wanksta" in de Billboard Hot 100 | "Wanksta" in de Billboard Hot 100 | "Wanksta" in de Billboard Hot 100 | "Wanksta" in de Billboard Hot 100 | "Wanksta" in de Billboard Hot 100 | "Wanksta" in de Billboard Hot 100 | "Wanksta" in de Billboard Hot 100 | "Wanksta" in de Billboard Hot 100 | "Wanksta" in de Billboard Hot 100 | "Wanksta" in de Billboard Hot 100 | "Wanksta" in de Billboard Hot 100 | "Wanksta" in de Billboard Hot 100 | "Wanksta" in de Billboard Hot 100 | "Wanksta" in de Billboard Hot 100 |
| Week                              | 1                                 | 2                                 | 3                                 | 4                                 | 5                                 | 6                                 | 7                                 | 8                                 | 9                                 | 10                                | 11                                | 12                                | 13                                | 14                                | 15                                | 16                                | 17                                | 18                                | 19                                | 20                                |
| --------------------------------- | --------------------------------- | --------------------------------- | --------------------------------- | --------------------------------- | --------------------------------- | --------------------------------- | --------------------------------- | --------------------------------- | --------------------------------- | --------------------------------- | --------------------------------- | --------------------------------- | --------------------------------- | --------------------------------- | --------------------------------- | --------------------------------- | --------------------------------- | --------------------------------- | --------------------------------- | --------------------------------- |
| Nummer                            | 68                                | 68                                | 78                                | 49                                | 42                                | 32                                | 31                                | 29                                | 22                                | 18                                | 16                                | 16                                | 13                                | 14                                | 17                                | 17                                | 22                                | 26                                | 35                                | uit                               |